# Pleopeltis leucospora
Pleopeltis leucospora là một loài thực vật có mạch trong họ Polypodiaceae. Loài này được (Klotzsch) 7386+ miêu tả khoa học đầu tiên năm 1857.